# Chromolaena rigida
Chromolaena rigida là một loài thực vật có hoa trong họ Cúc. Loài này được (Sw.) R.M.King & H.Rob. mô tả khoa học đầu tiên năm 1981.